# マアムール

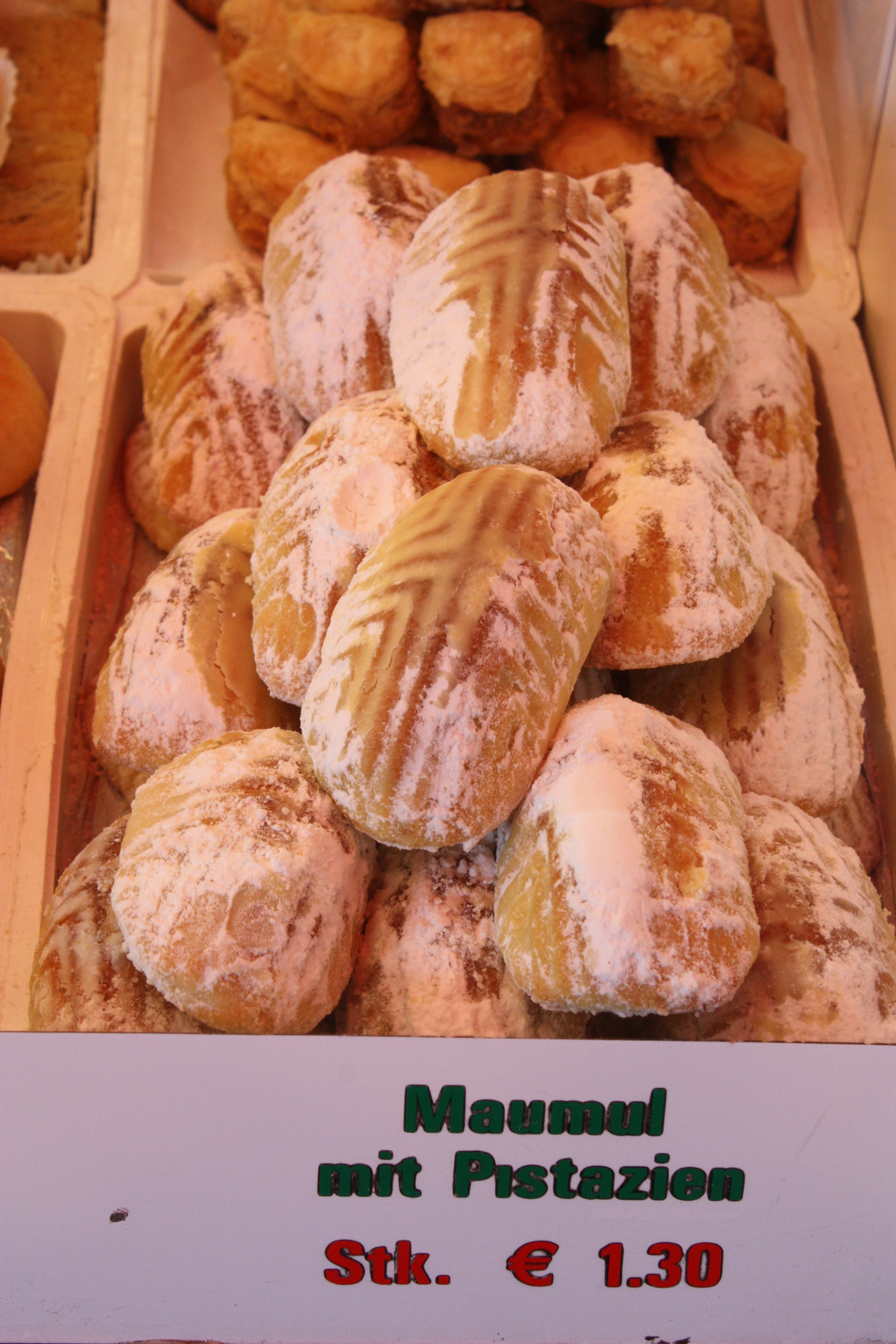
ウィーンのナッシュマーケットのマアムール

マアムール（アラビア語: معمول [mɑʕmuːl]）は、セモリナ粉で作られた中にフィリングが入っているバタークッキーである。フィリングにはイチジクやデーツなどのドライフルーツや、ナッツ（ピスタチオやクルミ、場合によってはアーモンド）から作られる。 
マアムールは通常、イースターの休暇中や、イド・アル＝フィトルの数日前に作られる（そして、休暇中に家に来た客にアラビアコーヒーやチョコレートと一緒に振る舞うために保存される）。マアムールはアラブ地域中で、特にアラビア半島で人気を誇る。
これらのクッキーはボールやドーム状、または平らに形作られたものが多い。これらは手でデコレーションされるか、tabeという特殊な木の型で作られる。

## 種類
このクッキーにはナッツ（一般的に使われるナッツはピスタチオ、アーモンドやクルミ）や、一般的にはオレンジの香りのするデーツペーストなどのドライフルーツなどを入れてもよい。

## 語源
アラビアの言葉であるマアムール (アラビア語: معمول) は「する」を意味する動詞であるアラビア語: 'amalaに由来している。

## 習慣
ムスリムにとってはラマダーンの間のイド・アル＝フィトルやイフタールの食事にこのクッキーは結び付けられている。クリスチャンにとってマアムールはイースターの祭典の一部である。セファルディムはこの菓子をメネナスと呼ぶ。